# 小異䲁
小異䲁（學名：Alloblennius parvus），為輻鰭魚綱鳚形目䲁科異䲁屬的一種，分布於西印度洋海域，深度6至10公尺，本魚體延長，呈長橢圓形，頭部有觸鬚，身體呈淺色，第一和第二背棘之間有一個黑點。雄魚頭部下方和胸鰭周圍顏色較深，下顎後部無犬齒，背鰭硬棘12枚、背鰭軟條18-20枚、臀鰭硬棘2枚、臀鰭軟條20-21枚，體長可達2.6公分，棲息在沿海淺水域，為底棲性魚類，通常躲在洞穴，具領域性，一旦遇危險時以倒游方式躲入小洞穴中，僅露出頭部注視敵人，雌魚產附著性卵，雄魚有護卵行為。